# Mokéko
Mokéko es una localidad de la República del Congo, constituida administrativamente como un distrito del departamento de Sangha en el norte del país.
En 2011, el distrito tenía una población de 30 172 habitantes, de los cuales 15 376 eran hombres y 14 796 eran mujeres.
La localidad se ubica unos 15 km al suroeste de la capital departamental Ouesso, sobre la carretera RN2 que lleva a la capital nacional Brazzaville. Unos 10 km al sur de Mokéko sale hacia el oeste de la RN2 la carretera P42, que lleva a las principales localidades del oeste del departamento.